# 大島旅客自動車
大島旅客自動車（おおしまりょかくじどうしゃ）は東京都大島町（伊豆大島）で路線バス・定期観光バス・貸切バスを運行している事業者である。
通称大島バス。
東海汽船の関連会社であり、東海汽船バス事業部門を分離した。

## 沿革
- 1931年（昭和6年） - 下田自動車大島営業所開設。運行開始。
- 1932年（昭和7年）11月11日 - 東海自動車が下田自動車を合併し、大島営業所も承継。
- 1933年（昭和9年）7月 - 東海自動車、伊豆大島の事業を大島自動車商会に譲渡。
- 1949年（昭和24年）7月 - 東海汽船が大島自動車商会の後身、大島開発を吸収合併してバス事業を承継。
- 2003年（平成15年）9月1日 - 東海汽船のバス部門を分社化、大島旅客自動車の営業を開始する。
- 2011年（平成23年）10月6日 - 環境割引乗車券「ecoPass（エコパス）」の発売を開始する。
- 2014年（平成26年）4月1日 - 消費税率引き上げに伴い、運賃を改定[1]。

## 営業所

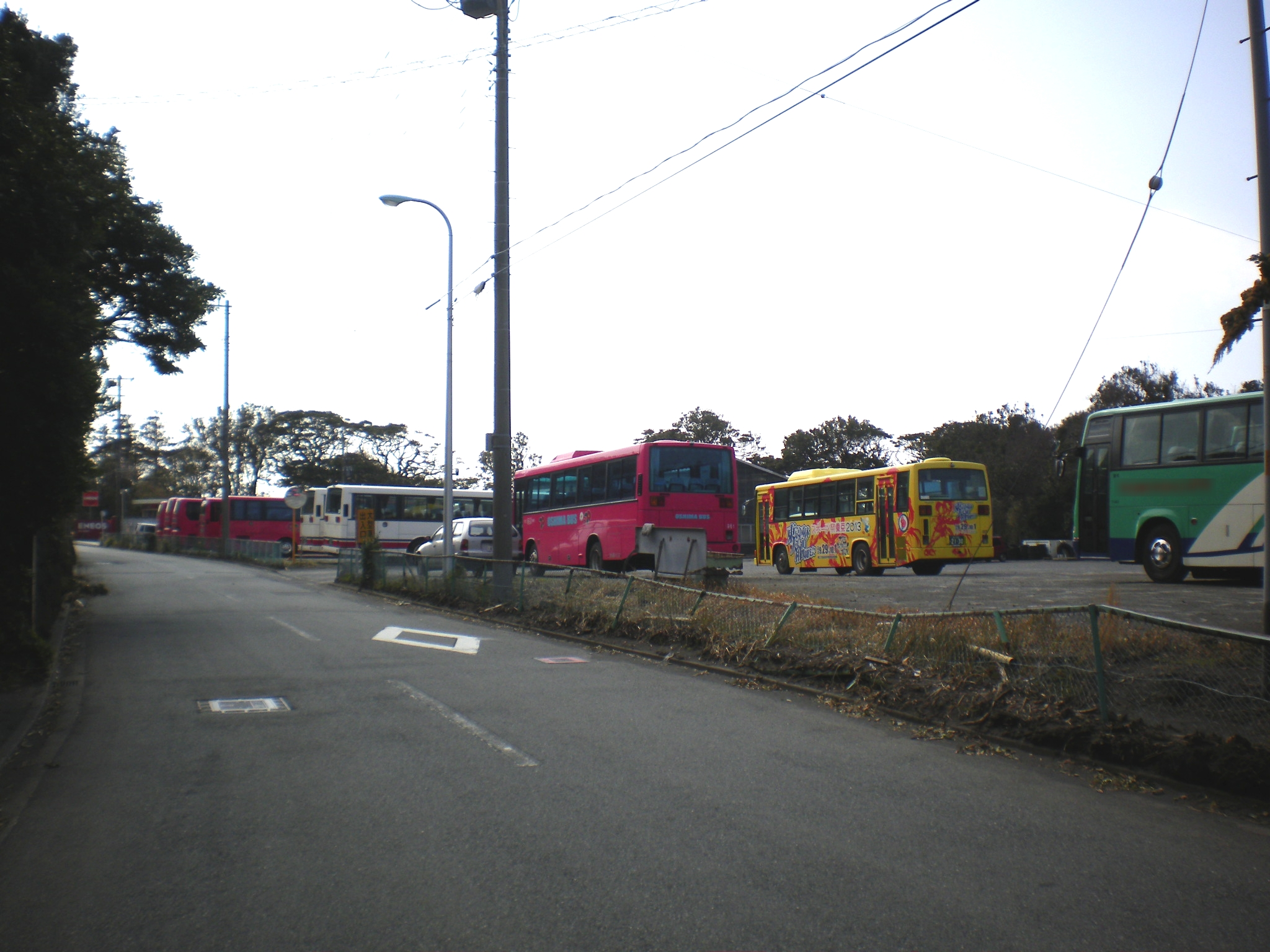
大島バス車庫

- 大島営業所

東京都大島町元町1丁目9番6号
機能が分散しており、元町港近郊に本社営業所と操車場、町道出払線沿いに車庫をそれぞれ有している。
- 東京営業所

東京都港区海岸1丁目16番1号　東海汽船内

## 路線
原則として、元町港がバスターミナルとなっているが、定期船の運航日や当日の気象条件によって、入出港地が元町港か岡田港のいずれかとなる。PASMOなどといったICカードは利用不可だが、東京都シルバーパスは利用可能である（定期観光バスなど一部路線を除く）。
定期船がフェリーではなく貨客船のため、島外からの車両流入が殆どなく道路整備は幹線を除き、進んでいない。このため、大型車両が狭隘道路を運行する、いわゆる「狭隘路線」と呼ばれる箇所がいくつか存在する。

### 通年運行
年間を通して運行される路線を以下に記す。
その他にも、時刻表には掲載されていないが、東京発の夜行定期船に接続して、入港地（元町港または岡田港）から波浮方面（大島町陸上競技場）・泉津方面（大島公園）・三原山方面（三原山温泉）などを結ぶバスが運行されている。定期船が入港しない日は運休となる。

#### 三原山ライン

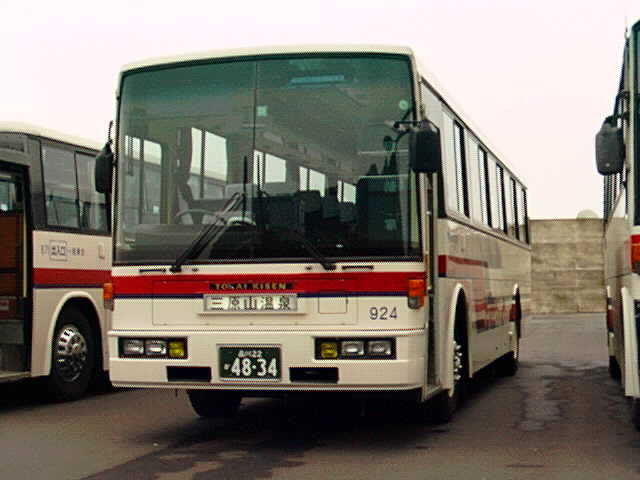
三原山ライン（撮影：岡田港）

- 入港地（出港地） - 椿・花ガーデン - 三原山温泉 - 新火口展望台 - 三原山頂口
  - 入港地（出港地）と三原山頂口を結ぶ登山路線である。ジェット船に接続するバスは、その都度、入出港地が変更されるため、ダイヤや行先方向幕には「入港地」「出港地」と表記される。シルバーパスは、椿・花ガーデン - 三原山頂口間のみ利用不可。

#### 大島公園ライン
- 元町港 - 郷土資料館入口 - （大島空港ターミナル - ）岡田郵便局前 - 岡田港 - 椿トンネル - 大島公園
  - 元町港と島の北部・岡田地区を経て、大島公園を結ぶ路線である。この路線は定期船の発着港（元町港・岡田港）を通ることから、当日の入出港地によってダイヤが変更されるとともに、区間便や直行便などが設定される。

#### 三原山レインボーライン
- 大島公園 - めがね橋 - 三原山温泉 - 新火口展望台 - 三原山頂口
  - 大島公園と三原山頂口を結ぶ路線である。途中、桜株やあじさいロードなどを経由することから観光路線として位置づけられている。シルバーパスは利用不可。

#### 波浮港ライン

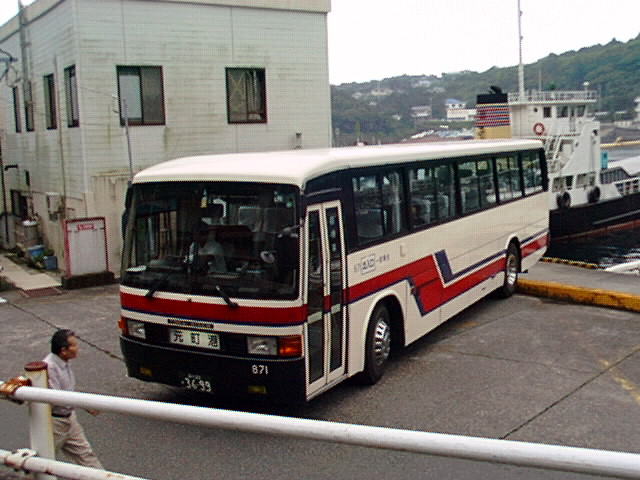
波浮港ライン（撮影：波浮港）

- （岡田港 - ）元町港 - 地層切断面 - 差木地中央 - （波浮港 - ）波浮見晴台 - 大島町陸上競技場
  - 2014年（平成26年）4月1日 - 波浮側の起終点を「セミナー入口」から「大島町陸上競技場」へ変更[2]。
  - 元町港と島の南部・波浮地区を結ぶ路線である。一部便が経由する「波浮港」停留所の折返し場は標準的な車両に対して大変狭く、リアオーバーハングを突き出さないと折り返しが出来ない。

### 季節運行

#### 波浮・大島公園ライン（大砂漠ライン）
- 波浮見晴台 - セミナー入口 - 筆島  - 大島大砂漠 - 大島公園
  - 0.5往復の運行で、季節ごとにより波浮見晴台発か大島公園発かのいずれかになる。

#### 元町・岡田シャトルライン
- 元町港 - 椿・花ガーデン - 岡田港

#### 空港ライン
- 元町港 - 大島空港ターミナル
  - 航空機欠航の場合は運休となる。

#### ぶらっと・野田浜ライン
- 元町港 - （椿・花ガーデン - ）ぶらっとハウス - 野田浜海水浴場
  - 2013年（平成25年）7月 - 運行開始[3]。

夏休み期間中のみ運行される路線である。

上記の他に、元町港が終点のバスは元町港到着後、御神火温泉まで向かう乗客がいる場合のみ、御神火温泉まで運行される。そのため、大島バスの路線図には御神火温泉のバス停の案内のみが記載され、当バス停を経由する路線がない。

## 車両
東海汽船直営時代から、路線車・貸切車（定期観光共用）は全てミドルデッカー・ハイデッカーの観光タイプの車両を使用していた。これは、まず貸切車として車両導入し、経年後路線車格下げしているためである。このため、新車観光タイプの車両であっても社名灯は幕式採用、案内放送機器等が装備されている。路線バス格下げ後も運賃箱や乗車整理券発行機等が設置されず運転士が運賃精算業務を行なう車両もある。
近年は譲受車もあり、車体をライトイエロー一色に塗られた路線仕様車両や、車体をマゼンタ一色に塗られた貸切仕様車両が導入されている。
2014年には、20年ぶりの自社発注車（ノンステップバス（日野・ポンチョ））が導入され、翌年2015年より稼働を開始。その後も日野レインボー（ノンステップバス）の導入が進められている。
車両メーカーは1985年までUDトラックス（旧：日産ディーゼル）のみであったが、1986年以降は三菱ふそう車、分社後は日野車もそれぞれ導入している。1979年から冷房車が導入された。
東京都清瀬市に本拠地を置くバスウェイとの業務協力により、2017年1月中旬から3月まで運転手1名と同社が保有する日野・セレガR1台の派遣を受けた。翌2018年にも同車両が期間限定で稼働した。

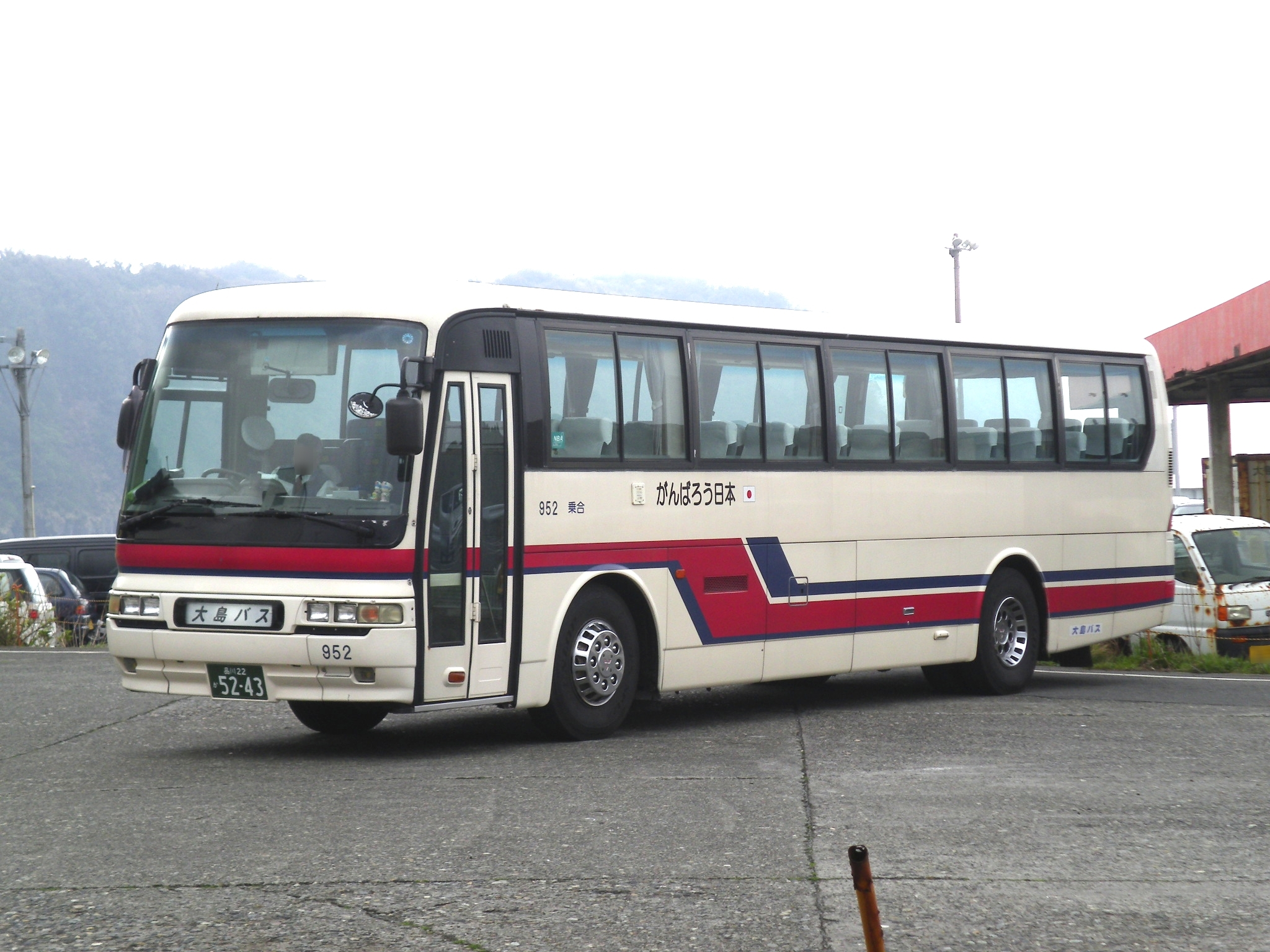
路線仕様・東海汽船直営時代の自社発注車（三菱ふそう） 撮影：岡田港
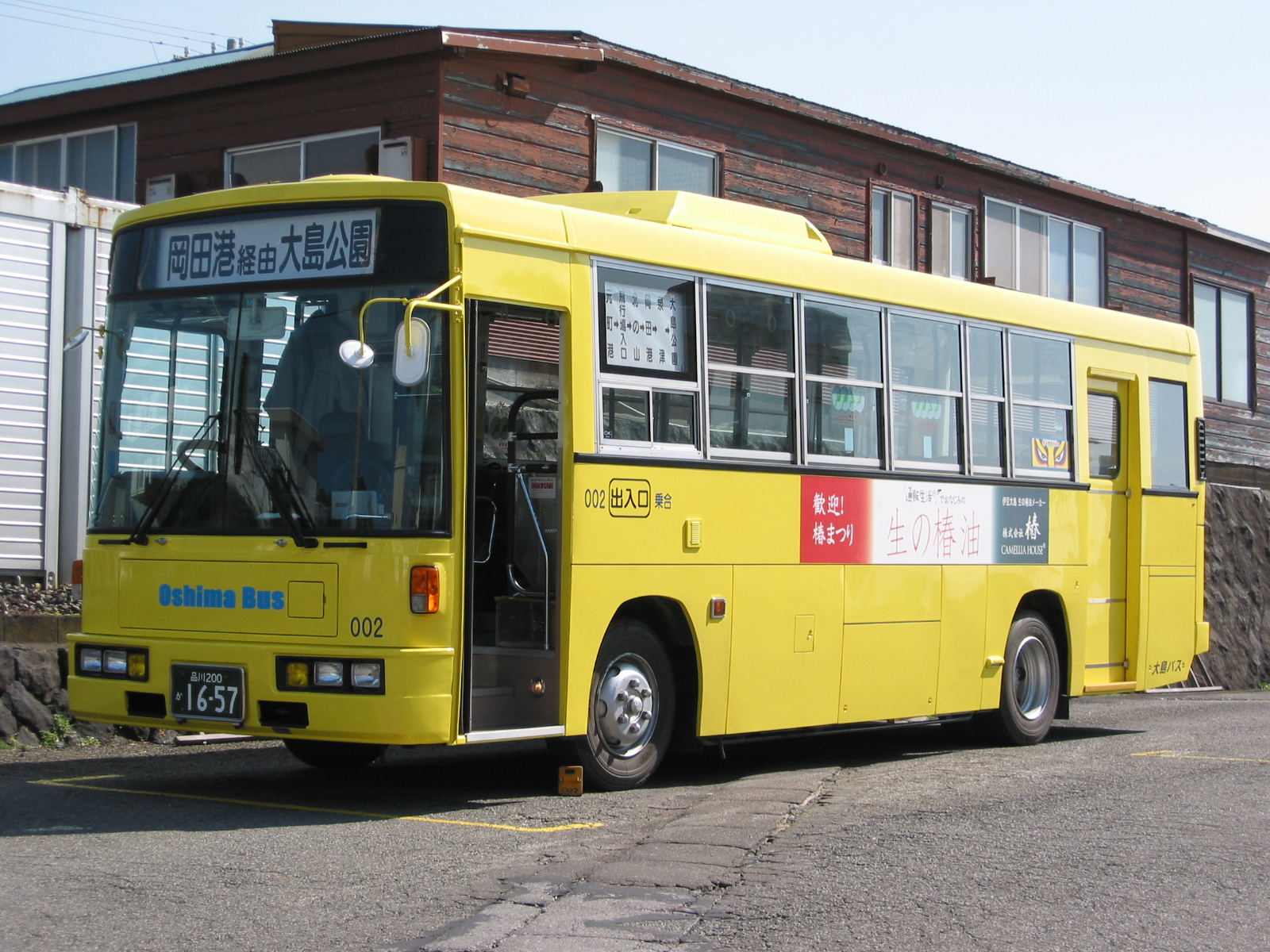
路線仕様・譲受車（UDトラックス（旧：日産ディーゼル）） 撮影：元町港
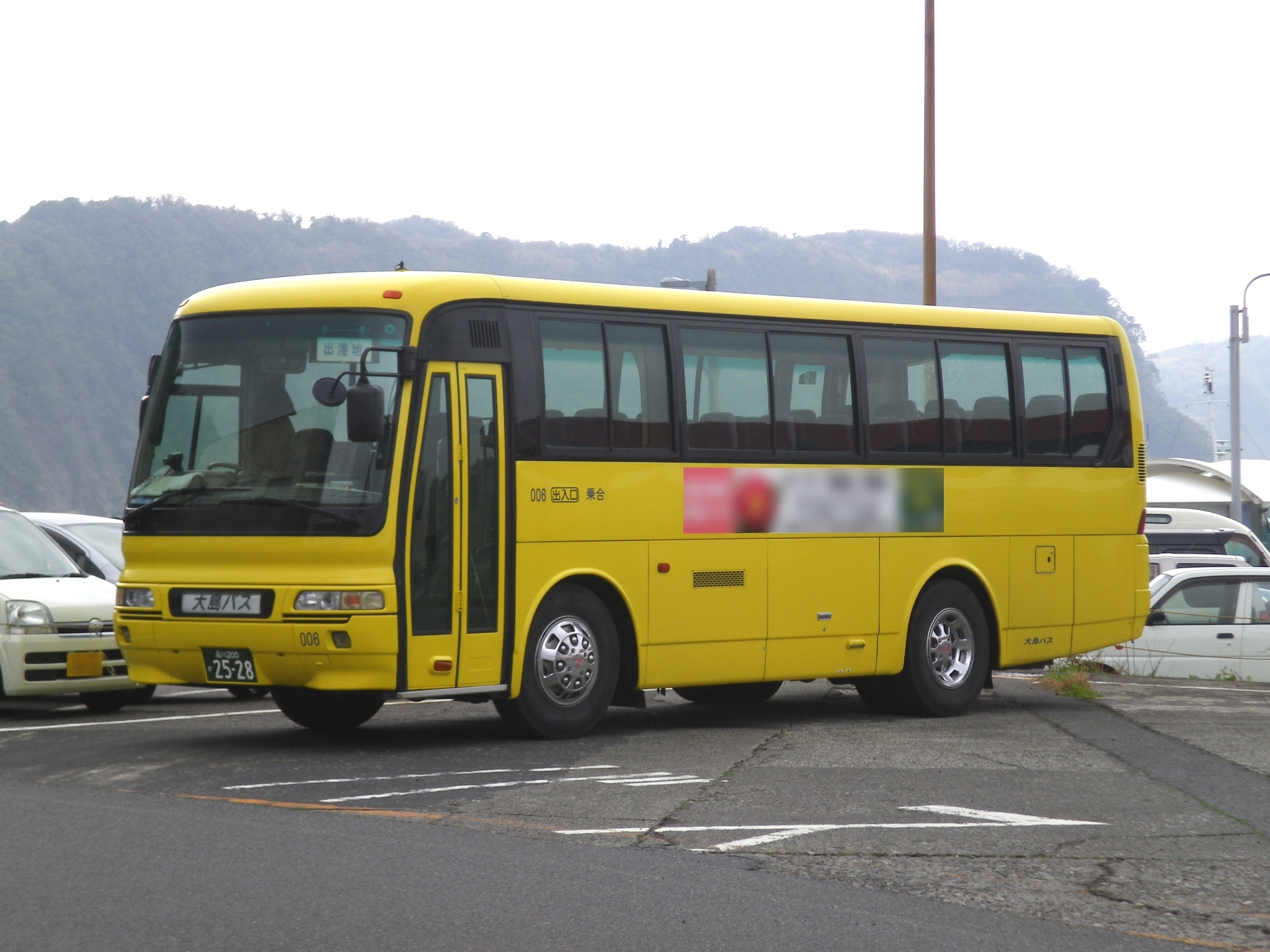
路線仕様・譲受車（三菱ふそう） 撮影：岡田港